# Нова Калитва
Нова Калитва (рос. Новая Калитва) — село Розсошанського району Воронізької області. Адміністративний центр Новокалитвянського сільського поселення.
Розташоване на правому березі Дону в гирлі річки Чорна Калитва.

## Історія
Засноване у XVIII сторіччі переселенцями із Старої Калитви.
У 1928–1959 роках село було центром однойменного району.

## Люди
В селі народилися:
- Блискунов Олександр Іванович (1938—1996) — доктор медичних наук, професор.
- Зацепіна Зінаїда Іллівна (1913—1986) — українська художниця.